# Vol Aeroflot 3352
Le 11 octobre 1984, le vol Aeroflot 3352, affrété par la compagnie russe Aeroflot et opéré par un Tupolev 154B-1, au départ de l'aéroport international de Krasnodar en Russie et à destination de l'aéroport international d'Omsk, percute des engins de déneigement sur la piste de Omsk, en Russie, lors de son atterrissage. L'appareil prend feu, tuant 174 des 179 personnes à bord ainsi que 4 personnes se trouvant au sol, ce qui en fait l'accident aérien le plus meurtrier survenu en Russie. 
Bien qu'un enchainement d’erreurs dans les opérations aéroportuaires ait contribué à l'accident, l’endormissement du contrôleur de la circulation aérienne en service ce jour-là est la cause principale de la catastrophe.  

## Caractéristiques de l'avion
Le vol Aeroflot 3352 est assuré par un Tupolev Tu-154B-1. L'avion est motorisé par trois moteurs Kouznetsov NK-8. Son premier vol a eu lieu en 1977.

## Déroulement des faits

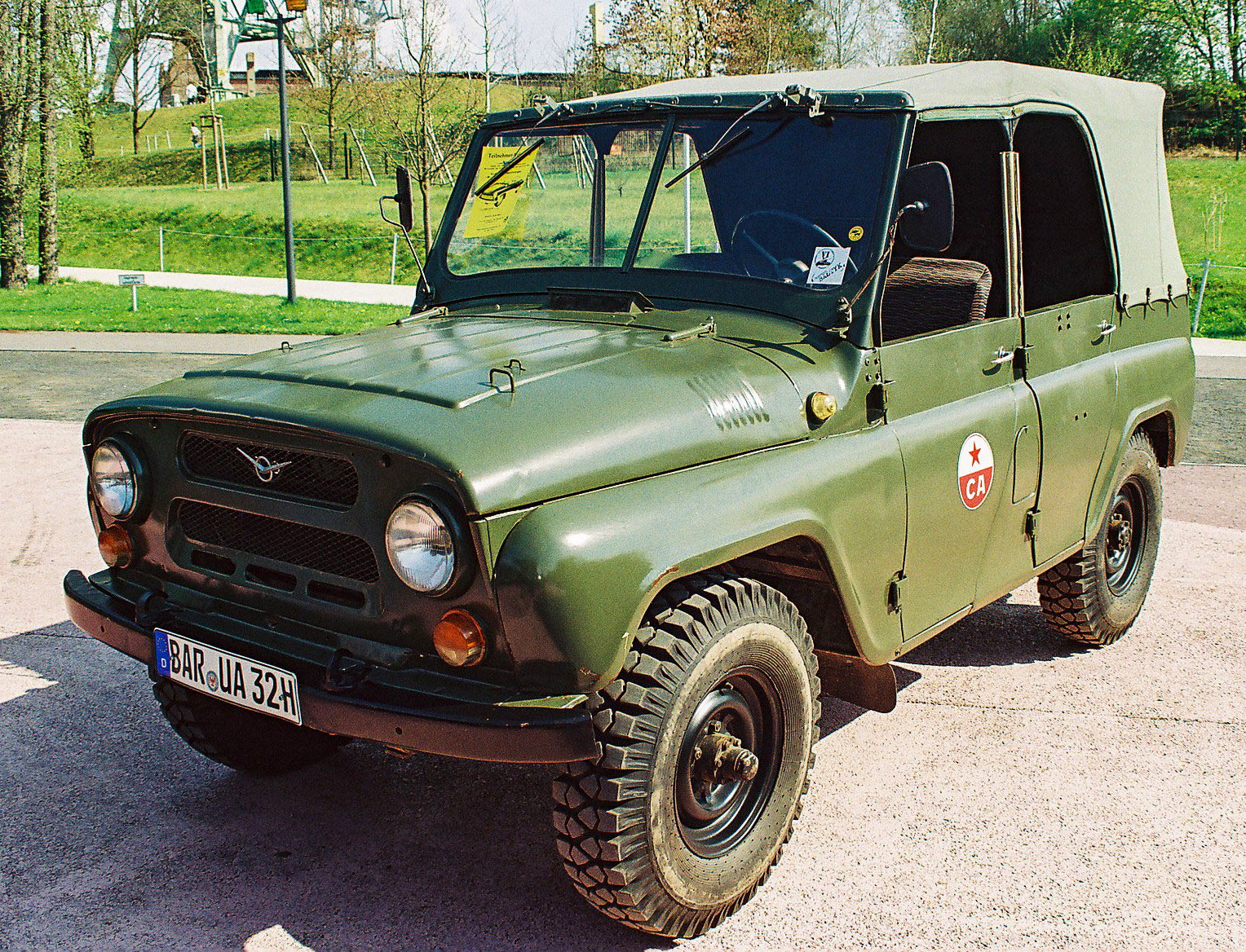
Un UAZ-469

Le vol transportait 170 passagers, dont 8 adolescents et 16 jeunes enfants. Le capitaine, Boris Petrovitch Stepanov, 49 ans, est un pilote très expérimenté qui compte alors 16 365 heures de vol à son actif, dont 1 846 sur le Tu-154. Dans le cockpit se trouvait également le copilote Anatoly Yachmenev, 47 ans, le navigateur Yuri Blazhin ainsi que le mécanicien navigant Vitaly Pronozin.
À 05 h 00 heure locale, le vol 3352 s'apprête à atterrir à l'aéroport de Tsentralny à Omsk.
À 05 h 20, l'équipe de maintenance craint que la pluie ne rende la piste trop glissante pour un atterrissage. L'équipe de maintenance au sol demande donc la permission de sécher la piste et le contrôleur au sol en service l'accorde. En vertu des règlements de l'aéroport, toute cette procédure n'aurait jamais dû être mise en place, car l'autorisation de fermer et de faire l'entretien sur une piste ne pouvait être donnée que par le contrôleur en chef, qui était absent.
Trois véhicules sont présents sur la piste : un UAZ 469, un véhicule tout-terrain avec une remorque attachée et exploité par un gestionnaire de pilotes et de l'équipage à l'avant, suivi d'un KrAZ et d'un camion Oural. Ces derniers ont été équipées de compresseurs d'air sec et chargés de combustible et pesaient de 16 à 20 tonnes. 
Autour de 05 h 36, l'équipe du vol 3352 demande la permission d'atterrir. Le contrôleur aérien vérifie l'état de la piste, qui est restée apparemment inoccupée, et contacte alors le contrôleur au sol. Incapable de voir la piste, et en dépit de la réglementation qui l'oblige à garder l’œil sur le vol et sur l'état de la piste, le contrôleur autorise malgré tout l'atterrissage.
À 05 h 38, l'avion atterrit à une vitesse normale de 240 km/h. Au toucher des roues, l'équipage voit les véhicules de séchage et tente de faire dévier l'avion, mais la collision est inévitable. L'avion percute le camion Ural ainsi que le KrAZ, enflammant les sept tonnes de carburant dans chaque camion et dans le réservoir de carburant de l'avion. L'avion se renverse et est pulvérisé en morceaux, dont certains percutent l'UAZ 469. Le cockpit se détache mais, comme il n'a pas subi de dommages importants, les quatre membres de l'équipage sont en vie, souffrant de blessures légères. Ils s'échappent de la cabine et courent vers le site de l'accident dans une tentative vaine d'aider les passagers. La majorité des passagers sont morts dans l'incendie et l'inhalation de fumées toxiques. Un passager, Anatoly Bordonosov, survit toutefois à l'accident malgré le fait qu'il soit blessé.

## Enquête
L’enquête conclut que l'accident a été causé par un enchainement d'erreurs dues à la négligence des contrôleurs aériens, ainsi que par le non-respect des règlements de base de maintenance et de sécurité. Le contrôleur au sol a été jugé responsable, car il s'est endormi sur son lieu de travail et n'a donc pas pu répondre aux demandes d'urgence. Il a également permis aux camions de service de se déplacer librement sur la piste. Lors d'une audience, il n'a pas été capable de se rappeler ses actions au cours de la catastrophe et n'a pas nié les accusations. 
Il a été condamné à 15 ans de prison et s'est suicidé dans sa cellule,. En outre, le directeur des opérations de vol a été condamné à 15 ans de prison, le contrôleur d'approche à 13 ans et le chef de l'entretien de l'aéroport à 12 ans. Tous trois ont fait appel de leur peine, en vain. 
Aucune erreur de pilotage ou déficience de l'avion n'a été décelée. En raison de la mauvaise visibilité, l'équipage n'a pas pu détecter les véhicules sur la piste et n’avait que quelques secondes pour éviter la collision. Ils ont donc été déchargés de toute responsabilité
Le contrôleur de vol et le contrôleur d'approche étaient des professionnels expérimentés avec au moins 10 années de service. Le contrôleur au sol en service, qui était âgé de 23 ans, était nouveau. Il n'aurait pas suffisamment dormi avant l'accident.